# Volpedo
Volpedo (piemontiul: Volped) település Olaszországban, Piemont régióban, Alessandria megyében. Lakosainak száma 1150 fő (2023. január 1.). Volpedo Casalnoceto, Godiasco, Monleale, Montemarzino, Pozzol Groppo és Volpeglino községekkel határos.

## Népesség
A település lakossága az elmúlt években az alábbi módon változott:
| Lakosok száma | 1206 | 1188 | 1150 |
|               | 2017 | 2018 | 2023 |